# Bebesen (plaats)
Bebesen is een bestuurslaag in het regentschap Aceh Tengah van de provincie Atjeh, Indonesië. Bebesen telt 1477 inwoners (volkstelling 2010).